# トントンあったと にいがたの昔ばなし
トントンあったと にいがたの昔ばなし（トントンあったと にいがたのむかしばなし）は2003年10月より2007年2月まで、新潟県内で放映されたテレビアニメ。製作・著作は新潟放送。

## 概要
- 現在まで4シリーズが放映されている。新潟県内に伝わる昔話や伝説をアニメーションで紹介していく。アニメも通常のアニメあり、版画あり、3Dありとバラエティーに富んでいる。

第1シリーズは2003年10月5日から12月28日まで、日曜日の11時から15分間放映。全13回で13話。
第2シリーズは2004年10月3日から12月26日まで、日曜日の11時から30分間放映。第2シリーズから1回の放映で2話ずつ紹介されるようになったが、全13回で26話の内、新作は18話で、残り8話は第1シリーズの再放映。
第3シリーズは2005年12月3日から2006年2月25日まで、土曜日の17時30分から30分間放映。全13回ですべて新作の26話が放映された。
第4シリーズは2006年12月3日から2007年2月25日まで、日曜日の16時30分から30分間放映。全13回で26話が放映された。これまでのシリーズに比べ、新潟県内に伝わる伝説が多く紹介されている。
- まんが日本昔ばなしを制作したグループ・タックがアニメーションを制作を担当し、同作品の演出を担当していた小華和ためおが監督を務めている。

## スタッフ
- 音楽：笠松美樹
- 撮影監督：館信一郎(第1シリーズ)、栗本真由美
- 編集：古川雅士
- 音響監督：藤山房伸
- 構成：並木さとし
- 監督：小華和ためお
- 制作：加藤真理子
- プロデューサー：南加乃子、金正廣
- 製作・著作：新潟放送(BSN)
- 演出：上田あけみ、小華和ためお、柏木郷子、辻伸一、林一哉、前田康成、松崎一、三善和彦、若林常夫、館信一郎
- 作画：柏木郷子、鈴木欽一郎、辻伸一、林一哉、林桂子、深町明良、前田康成、松崎一、三善和彦、若林常夫
- 絵師：しもゆきこ
- 美術：青木稔、門屋達郎、田中静恵、前田康成、三善和彦、渡辺由美、安藤ひろみ

## 声の出演
- 林家正蔵（林家こぶ平）
- 麻生かほ里

## 主題歌

### オープニング
- 越後の里歌

作詞：東郷幸枝 作曲・歌：笠松美樹

### エンディング
- お山でドンヒャララ

作詞：東郷幸枝 作曲・歌：笠松美樹

## 作品リスト

### 第1シリーズ
佐渡の白椿（見附）
三枚のお札（小千谷）
米山さん（柏崎）
ねずみのすもう（長岡）
大根と人参と牛蒡（水原）
聞き耳ずきん（長岡）
天狗の鼻扇（栄）
へっぴり嫁（佐渡）
和尚さまと小僧さん（長岡）
炭焼き長者（長岡）
しっぺい太郎（長岡）
きつねとかわうそ（長岡）
大年の客（刈羽）

### 第2シリーズ
軽業どんと医者どんと神主どん（松之山）
ねずみ経（上越）
松山鏡（新津）
山伏と狐（長岡）
栃尾の馬市（長岡）
豆の木御門（柏崎）
稲刈り仁王（柏崎）
宝ゲタ（山古志）
風の神と子ども（山古志）
片羽千里（佐渡）
古やのもり（長岡）
粟福米福（栃尾）
せみや長者（守門）
かながめのばけもの（守門）
見るなの花座敷（栃尾）
ムジナとマムシの恩返し（佐渡）
雪太郎（牧）
初夢（朝日）

### 第3シリーズ
頭すりムジナ
ばばかわ
ねずみむかし
鮭の大助小助
鳥のみじさ
恩返しの旅
びんぼう神
漁師とおろく
おけさの歌（佐渡）
天福地福
にじのよめ（村上）
塩ひきうす
一わのわら
銀山平の雪女（湯ノ谷）
絵すがた女房
何が一番嫌いだ
馬の卵
さば売りどん
地蔵じょうど
福は内、鬼も内
若がえり酒
ばっりょばっりょ
お三狐
大里峠
かえるの嫁さ
坊が池

### 第4シリーズ
春の風
サルの生きぎも
五郎狐
山こえ物語
金のふんをひるミミズ
機巻天女
狐と狸の化かしあい
赤猫・黒猫・三毛猫
運
燃える風
金北山の神様と鬼
高瀬屋の櫂
かっぱの証文
生き地蔵
女の福運
あじさいの花
山のさいふ海のさいふ
宝馬鍬
食器の小判
カジカ石
たよ様と狐どん
竜の剣堀
西山日光寺の猫ばなし
伊久里の藤
猿と雉
おとわ池

## 備考
- 新潟放送からDVDが発売されている。
- スポンサーは東京電力柏崎刈羽原子力発電所である。
- 厚生労働省社会保障審議会推薦児童福祉文化財、新潟県推奨優良放送に選定された。
- 平成18年日本民間放送連盟賞 特別表彰部門（青少年向け番組）優秀賞受賞。